# Base aérienne d'Al Watiya
La base aérienne d'Al Watiya est une base aérienne libyenne de l'Ouest de la Libye, dans le shabiyat de An Nouqat al Khams. Elle est située à 27 kilomètres à l'Est de la frontière tunisienne et à 125 kilomètres de Tripoli,.

## Histoire

### 2011
Au début 2011, la base aérienne d'al-Watiya n'abrite qu'un nombre limité d'aéronefs opérationnels : trois Mirages F1 et au moins trois Soukhoï Su-22, et ses 43 abris aéronautiques renforcés ne protègent quasiment exclusivement que des avions déclassés.
En février, dès le début de la révolution libyenne, deux Mirages F1 font défection vers Malte.
Lors de l'intervention militaire en Libye dirigée par l'OTAN, la base aérienne d'al-Watiya n'est de ce fait pas considérée comme une menace pour les forces de la coalition et est l'une des rares à échapper à la destruction complète. Néanmoins, plusieurs munitions à guidage de précision sont utilisées pour détruire plusieurs dépôts de munitions situés près de la base, mais aussi au moins deux Su-22 présents sur le tarmac, ainsi que plusieurs abris aéronautiques durcis abritant le dernier Mirage F-1BD et deux bombardiers Su-22M3),,.

### 2014
Le 9 août 2014, des forces pro-LNA capturent la base, où sont stockés 10 à 12 bombardiers Su-22 déclassés, plusieurs hélicoptères d'attaque de combat Mi-25 et jusqu'à 21 des avions de chasse Mirage F-1ED hors service, ainsi que toutes les pièces de rechange et toutes les armes des avions Mirage F-1ED et Su-22. La défaite paralyse les forces aériennes pro-GNA, qui ne disposent plus de leur principale source de pièces de rechange.
Par la suite, la base devient un point d'appui stratégique important pour le LNA, les forces fidèles au commandant basé à l'est Khalifa Haftar. En utilisant l'équipement récupéré dans la base aérienne d'al-Watiya, les forces pro-LNA commencent à remettre en service actif trois bombardiers Su-22 et deux avions de combat Mirage F-1ED.

### 2014 - 2018
De 2014 à 2019, la base est utilisée sans entrave par le LNA pour l'appui de ses offensives dans la région, accueillant de fréquents déploiements de MiG et d'hélicoptères, et des avions cargo apportant des renforts et du matériel.

### 2019
En avril 2019, l'armée de Haftar lancé une offensive pour prendre Tripoli au gouvernement d'accord national soutenu par l'ONU. Le 8 avril 2019, des avions de combat pro-GNA bombardent la base aérienne d'al-Watiya. En réponse, des MiG-21 pro-LNA lancés depuis cette même base bombardent l'aéroport international de Tripoli. Le 24 avril 2019, un Mirage F1 est perdu près de la base aérienne d'al-Watiya, abattu par les forces pro-LNA, tandis que les forces aériennes pro-GNA bombardaient la base aérienne pro-LNA d'al-Watiya - son pilote s'éjecte et a été capturé par les forces pro-LNA.
À l'été 2019, l'aide de la Turquie et la fourniture d'une flotte de drones Bayraktar TB2 permet au GNA de mener des attaques de précisions contre la base aérienne, qui ne dispose par ailleurs d'aucune défense sol-air. L'activité du LNA sur la base est alors complètement paralysée par la menace des frappes des drones turcs, incluant les activités de remise en état des avions. 
Le 29 juillet 2020, plusieurs comptes sur les réseaux sociaux révèlent la présence d’un avion de transport C-130 Hercules sur la base d’Al-Watiyah – sans que l’information soit commentée où confirmée par les autorités locales ou turques. Jusqu’à ce jour, la présence turque était fortement suspectée en raison des fréquents vols depuis la Turquie (à destination d’Al-Watiyah et de Misrata) et de l’apparition de systèmes de défense anti-aérienne sur la base début juillet. Par ailleurs, des sources journalistiques évoquaient des discussions en cours entre Ankara et le gouvernement de Tripoli concernant l’installation de deux bases turques, l’une aérienne à Al-Watiyah et l’autre navale à Misrata.  
En début d’année, des moyens de défense anti-aérienne, parmi lesquels le MIM-23 Hawk et les systèmes Korkut et HISAR-A, sont déployés dans les environs des aéroports de Misrata et de Mitiga. Ils sont complétés par l’envoi de systèmes de guerre électronique Milkar-3A3 V/UHF et Koral
Le gouvernement d’Erdoğan a également proposé à l’administration tunisienne d’installer une base militaire turque en Tunisie mais le gouvernement tunisien refusa. Après le refus, la Turquie installe finalement ça base à une vingtaine de kilomètres de la frontière tunisienne à Al Watiya.

### 2020
Le 16 avril 2020, les forces du GNA assiègent la base aérienne d'al-Watiya.
Le 5 mai 2020, le GNA lancé une nouvelle offensive pour capturer la base aérienne d'al-Watiya. Le GNA affirme avoir encerclé avec succès la base et revendique la destruction de deux véhicules lance-roquettes et divers véhicules munis de munitions.
Le 16 mai 2020, en plein milieu de l'offense du GNA, le LNA déploie deux de ses batteries Pantsir-S1 TLAR sur la base.
Le 18 mai 2020, la base est capturée par des forces pro-GNA après un assaut soutenu, constituant l'avancée la plus significative depuis près d'un an. Sur la base est notamment récupéré un Pantsir-S1 TLAR appartenant à l'armée nationale libyenne. La base aérienne est par la suite exploitée à la fois par les forces armées turques et par les forces du gouvernement d'accord national. Les forces turques y ont notamment installé un ensemble de systèmes anti-aériens, incluant deux batteries de missiles Sol-Air MIM-23 Hawk, des canons antiaériens automoteurs Korkut , des canons anti-aériens GDF-003 de 5 mm et un système de guerre électronique KORAL.
Dans la nuit du 4 au 5 juillet 2020, des aéronefs non identifiés auraient mené des frappes contre Al-Watiyah. L’imagerie satellitaire disponible permet de constater que des frappes ont été menées au sud de la base contre des systèmes de défense anti-aérienne MIM-23 Hawk et des radars. Cette attaque peut être interprétée comme un prélude à une lutte pour le contrôle de l’espace aérien. En effet, quelques jours avant les frappes, des convois chargés d’équipement avaient été aperçus se dirigeant vers la base aérienne. Le site Menadefense souligne que les Emiratis sont vraisem-blablement à l’origine des frappes – Abu Dhabi ayant à la fois les capacités (Mirage 2000) et un motif pour intervenir. À la suite des frappes, de nouveaux équipements, dont des MIM-23 Hawk, ont été installés. Les frappes aériennes blessent plusieurs soldats turcs et semblent avoir touché les systèmes de batterie anti-missile,,.